# Arbeitsjournal
Ein Arbeitsjournal ist ein Arbeitstagebuch, ein Werkstattbericht oder Portfolio, allgemein eine vorläufige Dokumentation, die begleitend zu einem Arbeitsprozess erstellt wird. In ein Arbeitsjournal werden Arbeitsschritte, Zwischenergebnisse, Daten, Überlegungen zur Methode, Hypothesen und Fragen bis hin zu Resultaten und Theorien eingetragen, um den Arbeitsprozess zu dokumentieren und zu kontrollieren. 

## Anwendung
Mit der Anlage eines Arbeitsjournals wird eine bessere Einsicht in das eigene Arbeiten und Lernen bzw. Forschen bezweckt. Es regt zur Reflexion über das Lernen an und ermöglicht die Herausarbeitung effektiver Lernstrategien. Damit wirkt es zugleich welt-erschließend, indem die Konstruktion von Wissen sichtbar gemacht wird (vgl. Radikaler Konstruktivismus), und erhöht die Urteilsfähigkeit, weil die Genese von Wissensbeständen nachvollziehbar wird (Lernpsychologischer Konstruktivismus). Die sukzessive entstehenden Arbeitsjournale dienen als Medium für das schreibende Lernen, bei dem Schüler ihre Gedanken für sich und andere nachlesbar notieren und Sinnstrukturen objektivieren, die dann im Arbeitsjournal archiviert vorliegen. Daher wird das Arbeitsjournal auch als Instrument in der Schreibpädagogik benutzt.

## Arten
Arbeitsjournale können privat, öffentlich oder dialogisch angelegt werden. Sie begleiten den individuellen oder kollektiven Lernprozess und werden auch im Unterricht eingesetzt, um das selbstkontrollierte und kooperative Lernen der Schüler zu unterstützen. Der Einsatz von dialogischen Arbeitsjournalen im Unterricht kann für die Schüler das Wissen als soziales Phänomen erfahrbar machen (Kollektive Wissenskonstruktion).
Die neuen Kommunikationsmedien, vor allem das Internet, bieten die Möglichkeit, elektronisch gestützte Arbeitsjournale (ähnlich E-Portfolio) zu erstellen, die viele Nutzer erreichen, den Dialog und die Kooperation erleichtern. So z. B. in thematisch gebundenen oder auf Erkenntniserwerb ausgerichteten Internetforen und Weblogs, in die das Wissen und die Gedanken von vielen Teilnehmern eingetragen werden, um einen kollektiven Forschungsprozess zu initiieren und zu dokumentieren (vgl. Wissensallmende). 
Hierbei ist zu unterscheiden zwischen forschungsorientierten Internetforen, die Arbeitsjournalen entsprechen, und enzyklopädischen Wissensplattformen wie Wikipedia, die nicht zur Theoriefindung dienen.